# Paul Badura-Skoda
Paul Badura-Skoda (6 tháng 10 năm 1927 - 25 tháng 9 năm 2019) là một nghệ sĩ dương cầm người Áo.

## Danh sách đĩa nhạc
- Paul Badura-Skoda. Mozart. Pianoforte Sonatas. Played on a 1790 Johann Schantz fortepiano. Label: Astree Naive.
- Paul Badura-Skoda. Wolfgang Amadeus Mozart. Works for piano. Played on an Anton Walter 1790 fortepiano. Label: Gramola.
- Paul Badura-Skoda with Musica Florea. Wolfgang Amadeus Mozart. Piano concertos K.271, K.414.  Played on a Walter 1792 fortepiano replica by Paul McNulty. Label: Arcana.
- Paul Badura-Skoda. Franz Schubert. Fantaisie Pour le Piano-forte. Played on a Conrad Graf 1824 fortepiano. Label: Astree.
- Paul Badura-Skoda. Plays Claude Debussy. Recorded at Vienna (Austria), May 14 & 16, 1984, on a Bösendorfer 290 Imperial made in 1923.
- Charles Mackerras (conductor), Paul Badura-Skoda, Polish Radio Symphony Orchestra. Shostakovich. Symphony No.9; Scriabin, Piano Concerto; Dvořák, Symphonic Variations. Label: Pristine Audio.
- Paul Badura-Skoda, Vienna Symphony Orchestra, Henry Swoboda (conductor). Rimsky-Korsakov. Piano Concerto. Label: Pristine Audio.